# Церква Успіння Пресвятої Богородиці (Возилів)
Церква Успіння Пресвятої Богородиці у Возилові — парафія і храм греко-католицької громади Золотопотіцького деканату Бучацької єпархії Української греко-католицької церкви в селі Возилів Чортківського району Тернопільської области.

## Історія церкви
Перша згадка про село датується 1454 роком, а церква була збудована у 1557 році. Вона була дерев'яною і згоріла у 1945 році. Після цього віряни відвідували діючі храми РПЦ в сусідніх селах. До 1945 року парафія і храм були греко-католицькими, а у 1990 році парафію було відновлено в лоні УГКЦ.
У 1991 році збудували нову церкву, яку 2 вересня того ж року освятив єпископ Івано-Франківської єпархії Павло Василик.
У 1994 році на парафії збудували капличку Святого Володимира Великого.
У 2013 році встановили фігуру Матері Божої. Того ж року ще одну фігуру Матері Божої встановив на своєму подвір'ї один із жителів села.
У 2004 році на парафії відбулася місія отця Дмитра Кубацького.
З 2011 року триває будівництво ще однієї, нової церкви.
У 2003 році за кошти парафіян було придбано будинок, який перебуває у власности парафії.
При парафії діють братство «Апостольство молитви» та спільнота «Матері в молитві».

## Парохи
- о. Василь Бігун (1991—2002),
- о. Петро Грущак (з листопада 2002).